# Didesmus aegyptius
Didesmus aegyptius är en korsblommig växtart som först beskrevs av Carl von Linné, och fick sitt nu gällande namn av Nicaise Auguste Desvaux. Didesmus aegyptius ingår i släktet Didesmus och familjen korsblommiga växter. Inga underarter finns listade i Catalogue of Life.